# Chiesa di Santa Maria dei Martiri (Formia)

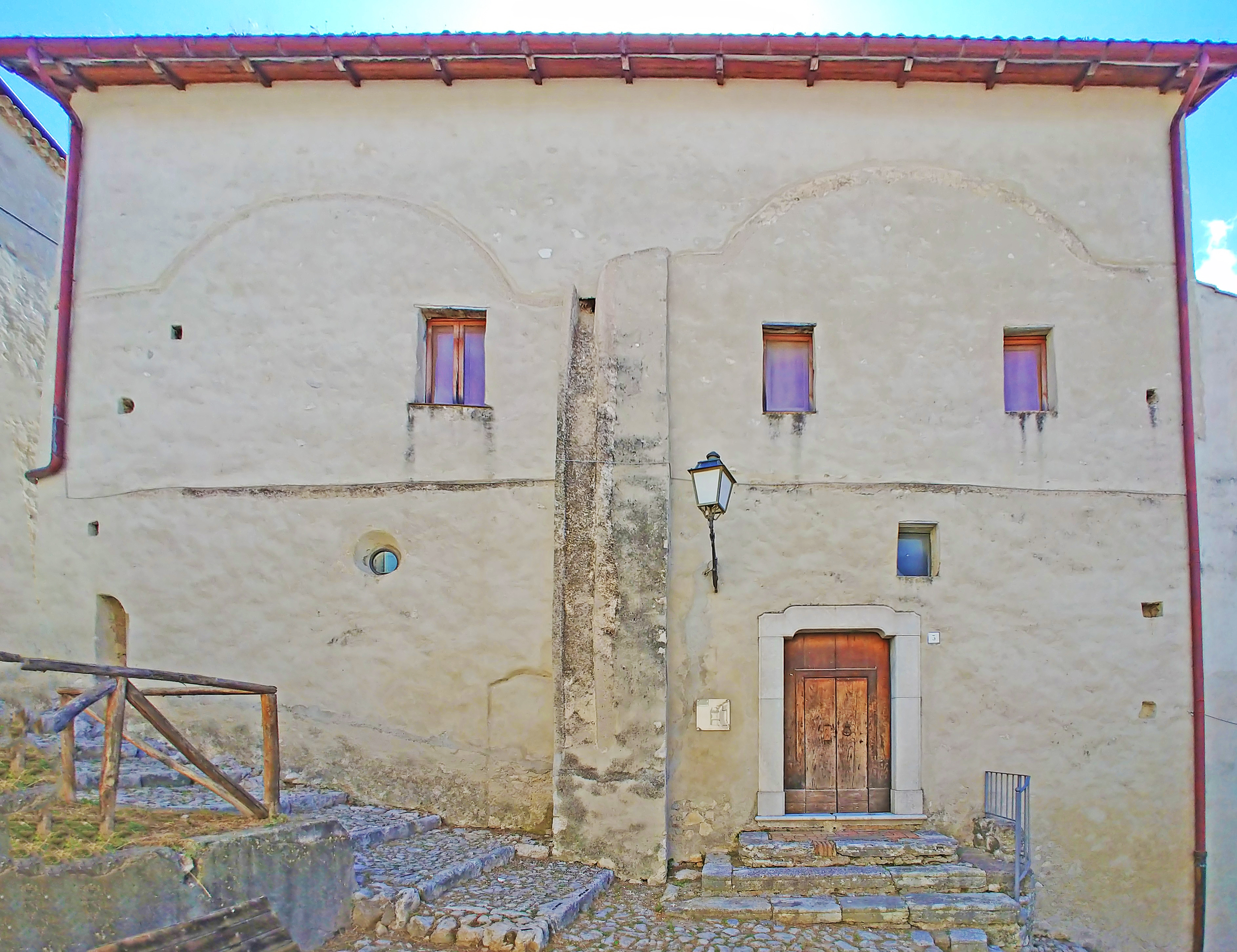
Facciata

La chiesa di Santa Maria dei Martiri è un luogo di culto cattolico situato nel centro storico di Maranola, frazione di Formia, in provincia di Latina, all'interno del territorio della parrocchia di San Luca, appartenente all'arcidiocesi di Gaeta.
Costruita nel medioevo in stile gotico, è stata successivamente modificata e arricchita con elementi decorativi barocchi.

## Descrizione

### Arte e architettura
La chiesa, intitolata a Santa Maria dei Martiri, è priva di una vera e propria facciata: l'accesso è situato alla base della torre campanaria gotica, posta all'angolo orientale dell'edificio. Quest'ultima è costituita da quattro ordini: i tre inferiori sono a pianta quadrata, con una monofora nel secondo e il quadrante dell'orologio nel terzo; l'ordine superiore, che ospita la cella campanaria, è a pianta ottagonale, con una monofora su ciascuno degli otto lati e copertura a cuspide piramidale.
L'interno della chiesa presenta una pianta a croce latina con unica navata di due campate coperte con volta a crociera. Nella prima campata della navata si trovano tre altari laterali barocchi in stucco, uno a ridosso di ciascuna parete: l'altare centrale è dedicato alla Madonna Addolorata, la quale è raffigurata in una statua lignea policroma del XVIII secolo porta entro una nicchia al centro dell'ancona; l'altare di destra è dedicato a San Sebastiano e quello di sinistra a San Biagio, entrambi con una statua lignea del santo dedicatario. Nella seconda campata della navata, a ridosso della parete di fondo, vi è l'altare maggiore, sormontato da un dipinto del XVI secolo di scuola romana raffigurante la Madonna col Bambino tra i Santi Pietro e Paolo e, più in alto, l'Assunzione di Maria al Cielo con ai lati l'Annunciazione; il transetto è formato da due ambienti più piccoli posti al lato della seconda campata, decorati come quest'ultima con affreschi del XIII-XIV secolo, tra cui una Madonna del Cardellino e una Madonna del Latte.
In una cappella situata nel transetto di sinistra, di fronte all'ingresso, si trova il pregevole Presepe storico del XVI secolo, formato da sculture in terracotta disposte su due piani ai lati dell'altare: in quello inferiore vi è il gruppo della Natività, mentre in quello superiore sono raffigurante scene della vita quotidiana.

### Organo a canne
Al di sopra del transetto di destra si trova una cantoria, la quale ospita un antico organo a canne costruito da Fabrizio Cimino nel 1761 e restaurato dalla ditta Inzoli-Bonizzi nel 2011-2012.
Lo strumento è a trasmissione integralmente meccanica sospesa ed è costituito da 495 canne, delle quali 188 sono originali. La cassa che lo racchiude presenta una mostra in tre campi e, nella parte inferiore, la consolle a finestra, con un'unica tastiera di 45 note con prima ottava scavezza e pedaliera a leggio scavezza di 9 note.